# Deutsche 3×3-Basketballnationalmannschaft der Damen
Die deutsche 3×3-Basketballnationalmannschaft der Damen ist die Auswahl des Deutschen Basketball Bundes in der 3×3-Basketballvariante. Sie vertritt Deutschland bei internationalen Spielen und Meisterschaften.
Größter Erfolg ist der Gewinn der Goldmedaille bei den Olympischen Sommerspielen 2024 in Paris, im selben Jahr ist das Team zu Deutschlands Mannschaft des Jahres gewählt worden.

## Vor Olympia 2024
Erstmals wurde 3×3-Basketball bei den Olympischen Spielen 2021 in Tokio ausgetragen, ohne deutsche Beteiligung. Die Teilnahme wurde im Qualifikationsturnier im Mai 2021 nach Niederlagen gegen Frankreich und die USA verpasst. Damit war für die von Bundestrainer Samir Suliman trainierte Nationalmannschaft eine Teilnahme an den folgenden Olympischen Spielen 2024 nur über Qualifikationsturniere möglich, deren mitwirkende Teams nach einem komplizierten Modus bestimmt wurden. Nachdem beim zweiten FIBA 3x3 Universality Olympic Qualifying Tournament in Utsonumiya (Japan) die direkte Olympia-Qualifikation durch eine entscheidende Niederlage gegen Kanada verpasst wurde, blieb eine letzte Chance beim vom 16. bis 19. Mai in Debrecen (Ungarn) stattfindenden dritten Qualifikationswettbewerb. Die drei besten Mannschaften bei diesem FIBA 3x3 Olympic Qualifier Tournament würden in Paris antreten können. In der Vorrunde war dem deutschen Team nach Siegen gegen Tunesien und die Ukraine das Viertelfinale sicher, ehe nach einem Erfolg gegen Polen sogar Platz eins der Vorrundengruppe gesichert werden konnte. Nach gewonnenem Viertelfinale in der Verlängerung gegen Japan konnte im Halbfinale in einem als dramatisch beschriebenen Spielverlauf das Gastgeberinnenteam aus Ungarn in letzter Sekunde besiegt werden. Das Endspiel des Turniers wurde nicht mehr ausgetragen. Damit war Deutschland für das olympische 3×3-Basketballturnier in Paris qualifiziert, was als Überraschung galt.

## Olympische Spiele 2024

### Kader
| Spieler | Spieler            | Spieler    | Spieler | Spieler | Spieler  | Spieler      |
| Nr.     | Name               | Geburt     | Größe   | Info    | Einsätze | Verein       |
| ------- | ------------------ | ---------- | ------- | ------- | -------- | ------------ |
| 21      | Svenja Brunckhorst | 19.10.1991 | 1,79 m  |         | 111      | TK Hannover  |
| 14      | Sonja Greinacher   | 01.07.1992 | 1,88 m  |         | 125      | TK Hannover  |
| 6       | Marie Reichert     | 16.04.2001 | 1,85 m  |         | 28       | TK Hannover  |
| 8       | Elisa Mevius       | 23.04.2004 | 1,80 m  |         |          | Siena Saints |

| Trainer | Trainer | Trainer  |
| Nat.    | Name    | Position |
| ------- | ------- | -------- |

| Legende                | Legende   |
| Abk.                   | Bedeutung |
| ---------------------- | --------- |
|                        |           |
| Quellen                |           |
| Teamhomepage           |           |
| Ligahomepage           |           |
| Stand: 05. August 2024 |           |

| Legende                | Legende   |
| Abk.                   | Bedeutung |
| ---------------------- | --------- |
|                        |           |
| Quellen                |           |
| Teamhomepage           |           |
| Ligahomepage           |           |
| Stand: 05. August 2024 |           |

### Turnierverlauf
Nach erfolgreichem Qualifikationsmarathon für das Olympiaturnier verlief dieses in der Gruppenphase von Beginn an unerwartet erfolgreich. Teams, die besser eingeschätzt wurden und gegen die man vor Olympia verloren hatte, konnten bezwungen werden. Nach sechs Siegen gegen die USA, Kanada, Aserbeidschan, China, Spanien und Frankreich, bei nur einer Niederlage im zweiten Spiel gegen Australien, wurde das Halbfinale erreicht, wo gegen Kanada ein 16:15-Sieg erzielt wurde. Das Endspiel gegen Spanien konnte mit 17:16 gewonnen und die Goldmedaille errungen werden.